# 薩斯科 (加利福尼亞州)
薩斯科（英語：Suscol）是位於美國加利福尼亞州納帕縣的一個非建制地區。該地的面積和人口皆未知。

## 地理
薩斯科的座標為38°14′38″N 122°17′06″W / 38.24389°N 122.28500°W，而該地的平均海拔高度為1米（即3英尺）。